# Parc national de Mljet
Le parc national de Mljet est un parc national croate créé le 11 novembre 1960. Il se situe dans la partie septentrionale de l'île de Mljet, en mer Adriatique.
Il a été classé en raison de ses particularités rocheuses, de ses lacs salés qui abritent une flore endémique, de la fragilité de ses forêts, de la présence d'anciens monastères, basiliques ou palais romains et de sa richesse historique en général. Le symbole du parc est l'île est le couvent Sainte Marie.
Une population de mangoustes, est présente sur l'île et dans le parc.

## Galerie

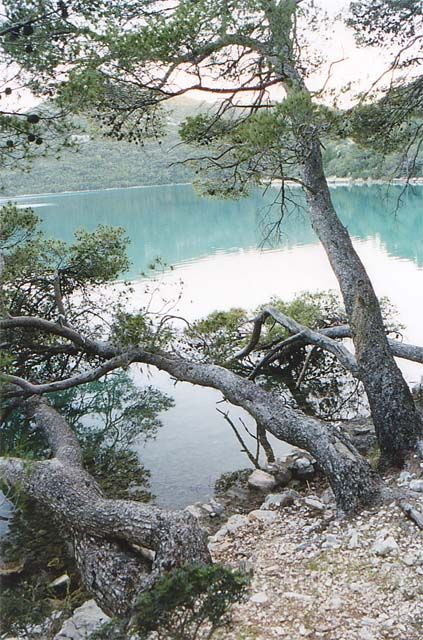
Mljet
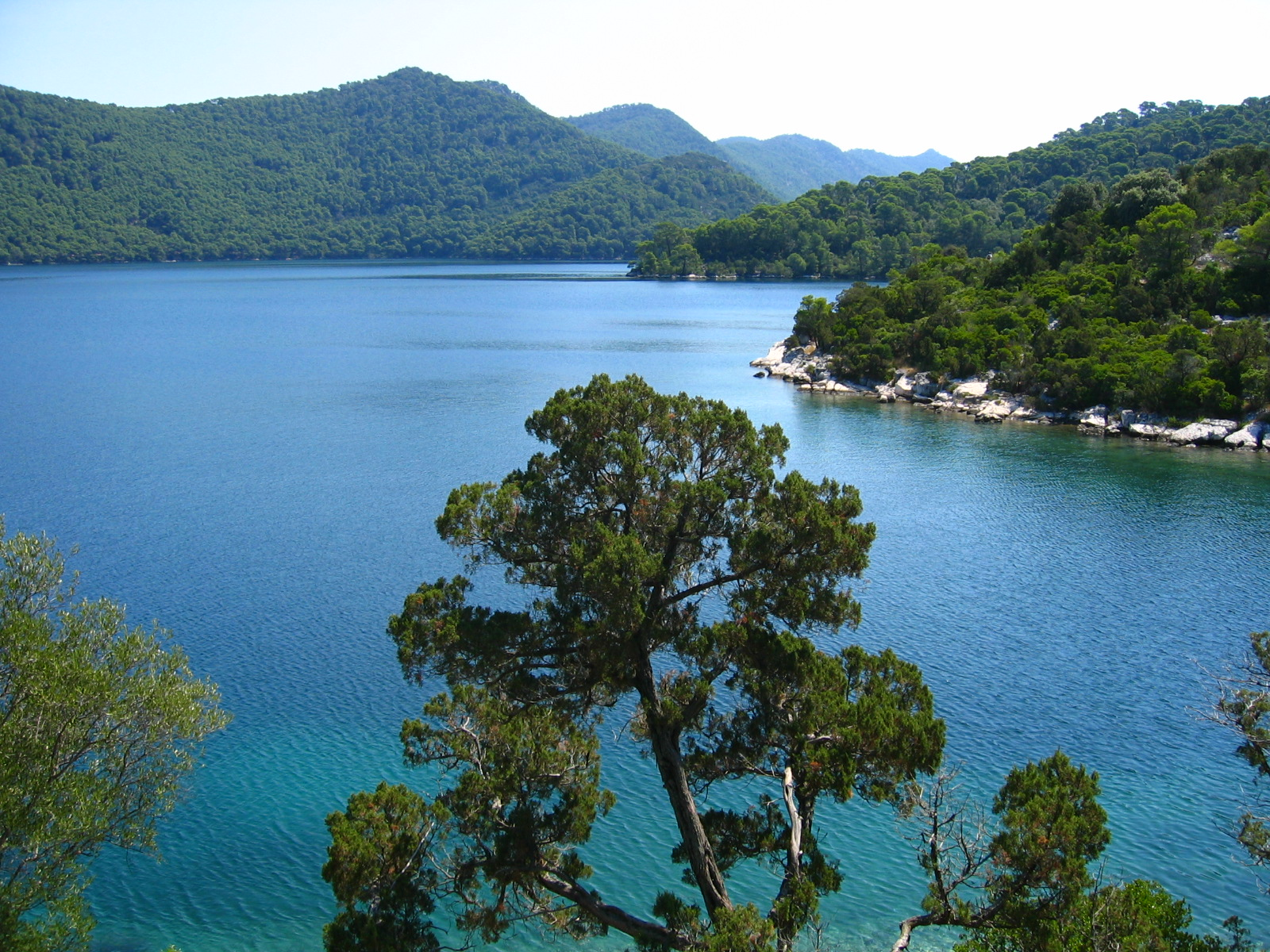
Grand Lac de Mljet
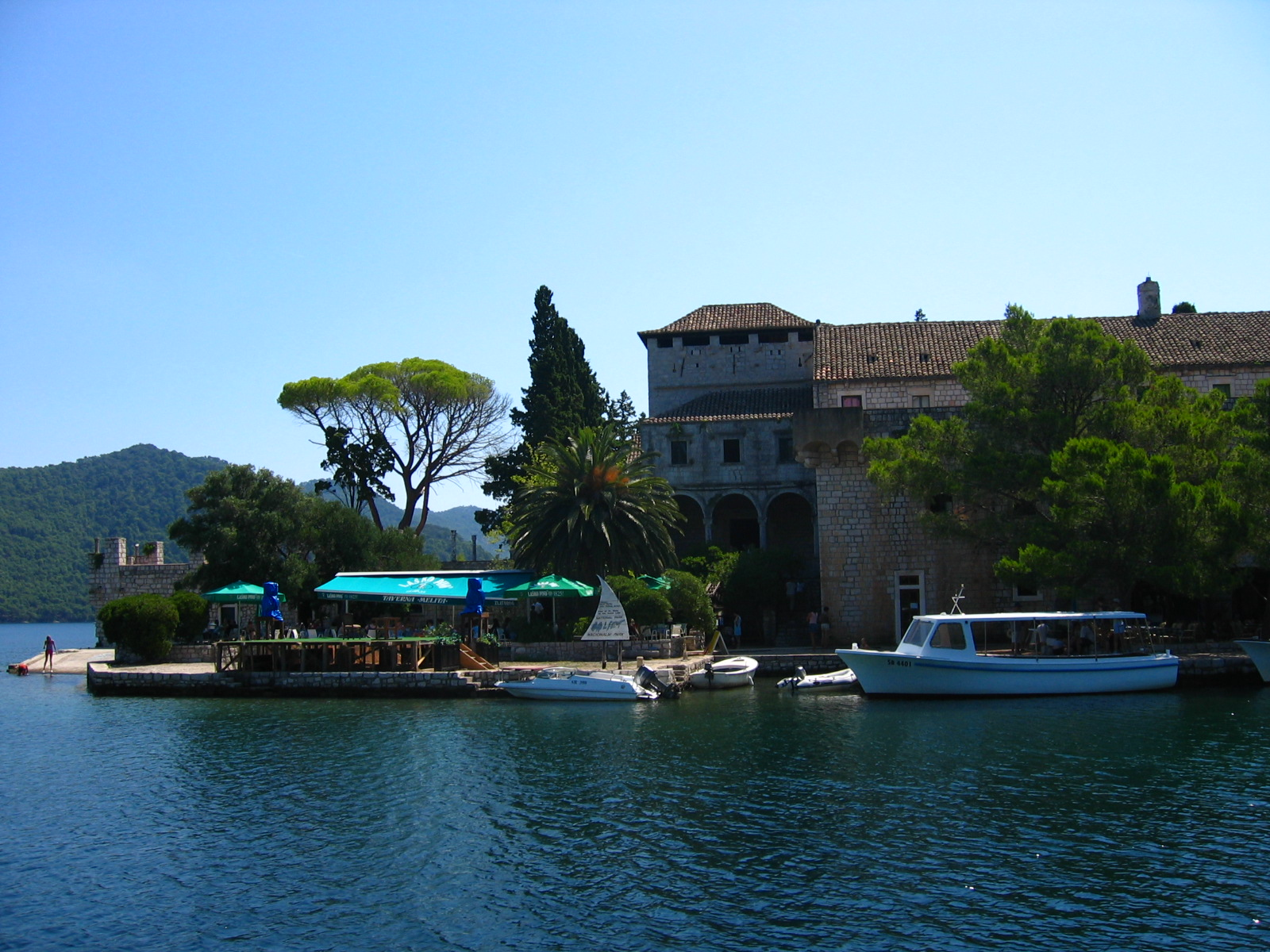
Monastère Sainte Marie
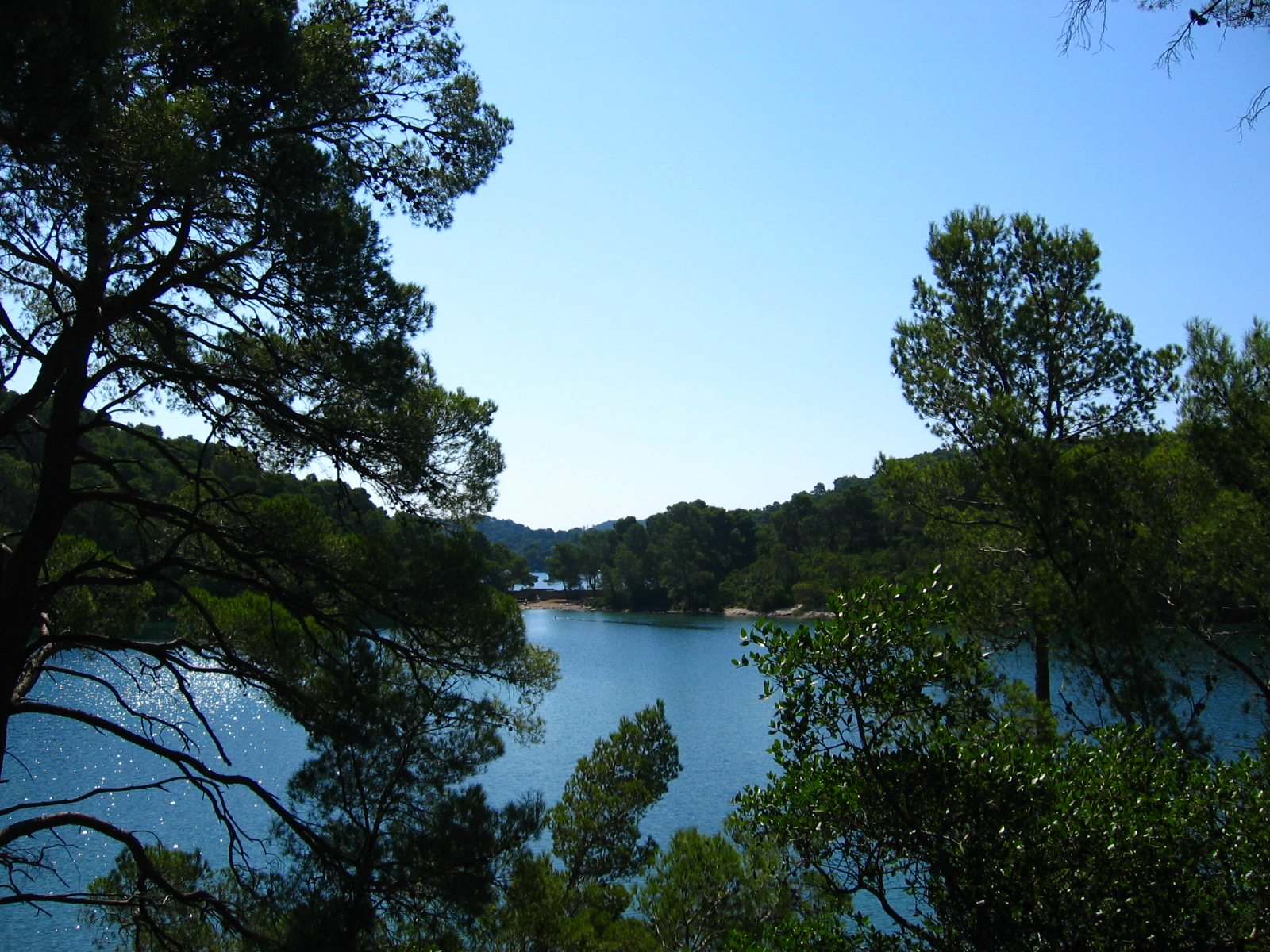
Petit Lac de Mljet
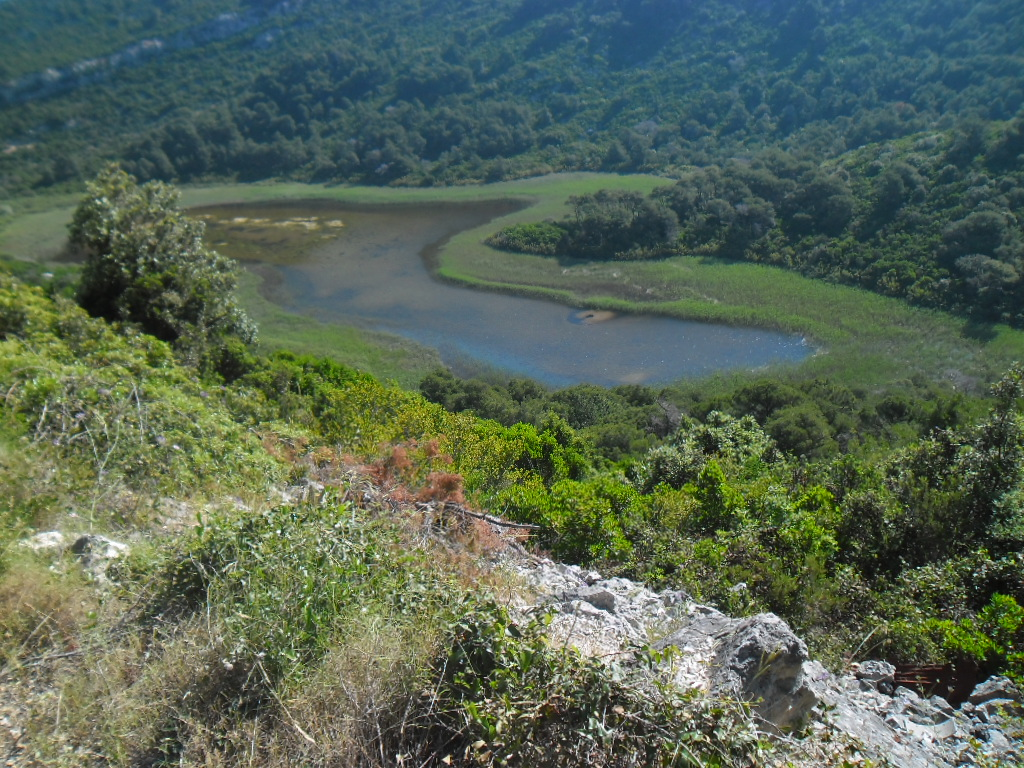
Lac salé